# Воррен Фаррелл
Во́ррен То́мас Фа́ррелл (нар. 26 червня 1943, Квінз) — американський політолог, активіст і автор семи книг про чоловічі та жіночі проблеми. Він є провідною фігурою Руху за права чоловіків.
Спочатку Фаррелл став відомим в 1970-х роках як учасник другої хвилі фемінізму; він працював у Нью-Йоркській раді National Organization for Women (NOW). Фаррелл виступає за «рух за гендерне звільнення», коли «обидві статі проходять милю в мокасинах одна одної».
Його книги охоплюють історію, право, соціологію та політику («Міф про чоловічу владу"); спілкування пар («Жінки не чують, чого не говорять чоловіки» та «Возз'єднання батька і дитини»); економічні та кар'єрні питання («Чому чоловіки заробляють більше»); дитячу психологію та опікунство («Возз'єднання батька і дитини»); психологію та соціалізацію підлітків і дорослих («Чому чоловіки такі, які вони є», «Визволений чоловік» та «Чи дискримінує фемінізм чоловіків»). Усі його книги пов'язані з дослідженнями про чоловіків та жінок, включно з публікацією «Хлоп'яча криза», що вийшла у березні 2018 року.

## Молодість і освіта
Фаррелл народився в 1943 році. Він старший з трьох дітей, народжених у сім'ї батька-бухгалтера і домогосподарки. Він виріс у Нью-Джерсі. Фаррелл навчався в Американській школі Гааги на першому та другому курсах[джерело?], потім закінчив середню школу Мідленд-Парк у Нью-Джерсі в 1961 році, де він був президентом учнівського колективу. Він був прийнятий Американським легіоном як обранець свого міста (Волдвік) до штату для хлопчиків Нью-Джерсі.[джерело?]
У 1965 році Фаррелл здобув ступінь бакалавра соціальних наук у Монклейрському державному університету Бувши студентом коледжу, Фаррелл був національним віцепрезидентом Студентської національної освітньої асоціації, завдяки чому президент США — Ліндон Б. Джонсон запросив його на конференцію Білого дому з питань освіти.
У 1966 році він здобув ступінь магістра з політології в Каліфорнійському університеті в Лос-Анджелесі, а в 1974 році Воррен здобув ступінь доктора філософії. з тієї ж дисципліни в Нью-Йоркському університеті. Закінчуючи там докторську дисертацію, університеті він працював помічником президента Нью-Йоркського університету.

## Викладання в університеті
Фаррелл викладав курси університетського рівня з п’яти дисциплін (психологія; жіночі студії; соціологія; політологія; гендерні питання та питання виховання дітей). Це було в Школі медицини Каліфорнійського університету в Сан-Дієго; Каліфорнійській школі професійної психології; у відділі жіночих досліджень у штаті Сан-Дієго; у Бруклінському коледжі; Джорджтаунському університеті; Американському університеті і Ратґерському університеті.

## Феміністична основа
Коли наприкінці 1960-х років виникла друга хвиля жіночого руху, Фаррелл підтримав її, і відділення Національної організації жінок Нью-Йорка звернулося до нього з проханням створити чоловічу групу. Реакція цієї групи призвела до того, що він зрештою сформував ще близько 300 чоловічих і жіночих груп і став єдиним чоловіком, якого тричі обирали до ради директорів Національної організації жінок у Нью-Йорку (1971-74). У 1974 році Фаррел залишив NOW у Нью-Йорку та викладав у Ратґерсі, коли його дружина стала стипендіатом Білого дому, а він переїхав із нею до округу Колумбія. Згодом вони розлучилися.

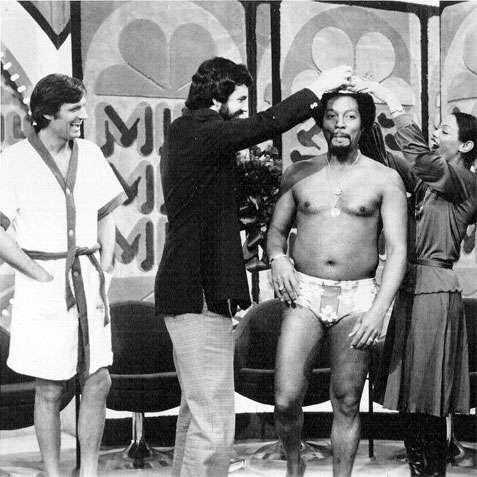
Фаррел веде «конкурс чоловічої краси» на з Аланом Алдою, і, приблизно 1976 рік.

Під час свого фемінізму Фаррелл писав статті для The New York Times і часто з’являвся в шоу Today і шоу Філа Донаг'ю, а також був представлений у People, Parade та міжнародних ЗМІ. Це, а також його жіночі та чоловічі групи, до однієї з яких приєднався Джон Леннон, надихнули на створення книги «Визволений чоловік». Книга «Визволений чоловік» була написана з точки зору фемінізму, представляючи альтернативні сімейні та робочі умови, які могли б краще пристосуватись до робітниць жіночої статі та заохотити чоловіків, які піклуються про себе. «Визволений чоловік» був початком розробки Фарреллом паралелей для чоловіків із жіночим досвідом: наприклад, до досвіду жінок як «сексуальних об’єктів» Фаррелл назвав паралельний досвід чоловіків «об’єктами успіху».
Як оратор, Фаррелл був відомий тим, що створював для аудиторії досвід обміну ролями, щоб змусити представників обох статей «пройти милю в мокасинах іншого». Найбільшого розголосу отримали його «конкурс чоловічої краси» і «побачення зі зміною ролей». У чоловічому конкурсі краси всіх чоловіків запрошують відчути «конкурс краси повсякденного життя, якого не може уникнути жодна жінка». Під час «побачення зі зміною ролей» кожну жінку заохочували «ризикнути кількома зі 150 ризиків відмови, які зазвичай відчувають чоловіки між зоровим контактом і статевим актом».

## Інтеграція чоловічих проблем у гендерні
В інтерв’ю 1997 року Фаррелл заявив: «Все йшло добре до середини сімдесятих, коли NOW виступило проти презумпції спільної опіки. Я не міг повірити, що люди, яких я вважав піонерами рівності, казали, що жінки повинні мати перші можливості мати дітей чи не мати дітей — щоб діти не мали рівних прав на свого тата»

### «Чому чоловіки такі, як вони є»
Кожна з книг Фаррелла містить особисту передмову, яка описує його погляд на те, як аспекти суспільної свідомості та його особистий розвиток привели до написання книги. У середині 1980-х Фаррелл писав, що вправи на зміну ролей і жіночі та чоловічі групи дозволили йому почути наростальну злість жінок на чоловіків, а також дізнатися про відчуття чоловіків, які відчувають, що їх неправильно представляють. Він написав книгу «Чому чоловіки такі, які вони є», щоб відповісти на запитання жінок про чоловіків у спосіб, який, як він сподівався, буде зрозумілим і для чоловіків.
Він розрізняв те, що, на його думку, було первинними фантазіями кожної статі та первинними потребами, заявивши, що «обидві статі закохувалися в представників іншої статі, які найменше здатні любити: жінки в успішних чоловіків; чоловіки в жінок, які молода і красива." Він стверджує, що жінки відчувають розчарування, оскільки «якості, необхідні для досягнення успіху на роботі, часто суперечать якостям, необхідним для досягнення успіху в коханні». Подібним чином він стверджує, що чоловіки відчувають розчарування, тому що «молода та красива жінка («генетична знаменитість») часто дізнається більше про отримання, а не про віддачу, тоді як старші та менш привабливі жінки часто дізнаються більше про те, як давати та робити для інших, що більше сумісний з коханням».

### «Міф про чоловічу владу»
У 1993 році Фаррелл написав книгу «Міф про чоловічу владу», в якому стверджував, що широко поширене уявлення про надмірну соціальну та економічну владу чоловіків є хибним і що чоловіки систематично перебувають у невигідному становищі з усіх боків. Книга стала основоположним текстом Руху за права чоловіків і зробила Фаррелла однією з його провідних фігур.
«Міф про чоловічу силу» палко заперечувався деякими академічними феміністками, які критикували те, що чоловіки заробляють більше грошей, і що гроші — це влада. Фаррелл погоджується, що чоловіки заробляють більше грошей, і що гроші є однією з форм влади. Однак, він також додає, що «чоловіки часто відчувають себе зобов’язаними заробляти гроші, які витрачає хтось інший, поки вони помирають раніше, а почуття обов’язку — це не влада». Ця перспектива була більш повно розроблена в його книзі «Чому чоловіки заробляють більше».
У русі за права чоловіків «Міф про чоловічу силу» іноді називають «Біблією» та «Червоною пігулкою». Критики книги звинувачують її в пропаганді мізогінії. Сьюзен Фалуді стверджувала, що Фаррелл фактично відмовився від своєї початкової позиції в рамках загальної негативної реакції проти фемінізму.

### «Жінки не чують, чого не говорять чоловіки»,і«Возз’єднання батька та дитини»
Збільшення кількості розлучень у 1980-х і 1990-х роках звернуло увагу Фаррелла на дві проблеми: бідність спілкування між парами  та втрата дітьми батька у справах про опіку над дітьми.
У книзі «Жінки не чують, чого не говорять чоловіки» Фаррелл стверджує, що пари часто не використовують спілкування між парами поза консультуванням, якщо особа, яку критикують, не знає, як змусити себе почуватися в безпеці. Фаррелл розробляє метод під назвою «Кінематографічне занурення», щоб створити таку безпеку та подолати те, що, на його думку, є біологічною схильністю людини до захисної реакції на особисту критику.
Щоб розглянути питання про втрату батька дітьми у справах про опіку над дітьми, Фаррелл написав книгу «Возз’єднання батька та дитини», яка є метааналізом досліджень про оптимальний сімейний порядок для дітей після розлучення. Висновки включають приблизно 26 способів, за якими діти, які розлучилися, почуваються краще, коли переважають три умови: Спільне виховання дітей; близькість батьків; і ніякоїненормативної лексики. Його дослідження з цієї книги забезпечили основу для того, щоб він часто виступав у першому десятилітті 21-го століття як свідок-експерт у справах про опіку над дітьми щодо балансу між правами матері та батька, необхідного для створення оптимального сімейного порядку для дітей після розлучення.

### «Чому чоловіки заробляють більше»
На початку 21-го століття Фаррелл відчував, що він переглянув кожну суттєву проблему дорослого чоловіка і жінки, крім різниці в оплаті праці (тобто, що чоловіки як група мають тенденцію заробляти більше грошей, ніж жінки як група). У книзі «Чому чоловіки заробляють більше: разюча правда про різницю в оплаті праці — і що жінки можуть з цим зробити» він документує 25 відмінностей у виборі роботи та життя між чоловіками та жінками, які пояснюють більшу частину або всі причини різниці в оплаті праці точніше, ніж твердження про поширену дискримінацію жінок Фаррелл пише, що чоловіки вирішили заробляти більше грошей, у той час, як кожна з жінок вибирала більш збалансоване життя. Ці 25 відмінностей дозволили Фарреллу запропонувати жінкам 25 способів отримати більшу оплату — і супроводжувати кожну можливі компроміси. Компроміси охоплюють більшу кількість годин і років роботи, технічну або більш небезпечну роботу, переїзд за кордон або робота з ночівлею. Це призвело до значної похвали «Чому чоловіки заробляють більше» як книги про кар’єру для жінок.
Деякі висновки Фаррелла в книзі «Чому чоловіки заробляють більше» включають його аналіз даних бюро перепису населення про те, що жінки, які ніколи не одружувались і не мають дітей, заробляють на 13% більше, ніж їхні колеги-чоловіки, і що гендерний розрив в оплаті праці здебільшого стосується одружених чоловіків з дітьми, які заробляють більше від жінок.
У цій книзі присутні такі теми, як важливість оцінки компромісів; що «шлях до високої зарплати є платною дорогою»; «Парадокс оплати» (що «оплата праці — це влада, яку ми втрачаємо, щоб отримати владу платити»); і, оскільки чоловіки заробляють більше, а жінки мають більш збалансоване життя, чоловіки мають більше вчитися у жінок, ніж жінки — у чоловіків.

### «Чи дискримінує фемінізм чоловіків?»
Книга Фаррелла «Чи дискримінує фемінізм чоловіків?», опублікована у 2008 році, є дискусійною книгою з феміністським співавтором Джеймсом П. Стербом. Фаррелл вважав, що гендерні дослідження в університетах рідко включають чоловічу стать, окрім як для її демонізації. Ця книга була спробою Фаррелла перевірити, чи буде дозволено включити позитивний погляд на чоловіків до університетської програми гендерних досліджень, навіть якщо це буде спростовано феміністками. Фаррелл і Стерба обговорили 13 тем, від прав дітей і батьків до «хлоп'ячої кризи».

## Критика
Рання критика Ларрі МакМьорті та Джона Леонарда в New York Times Book Review включала зневагу до використання Фарреллом гендерно нейтральної мови в книзі «Визволений чоловіків». Консерваторка та антифеміністка Філліс Шлафлі назвала Фаррелла «феміністським апологетом», хоча високо оцінила його дослідження для книги «Возз’єднання батька та дитини». Кейт Зерніке з The Boston Globe називає Фаррелла «мудрецем чоловічого руху», а Керол Клейман з Chicago Tribune описує його «Як Глорія Стайнем для звільнення чоловіків». Esquire назвав Воррена Фаррелла, Тома Аквінського та Джона Стюарта Мілля трьома провідними феміністами-чоловіками в історії.
Співпраця Фаррелла з Кеном Вілбером, ⁣ Джоном Греєм і Річардом Нельсоном Боллесом представила його повідомлення більш різноманітній та сприйнятливій аудиторії.

## Особисте життя

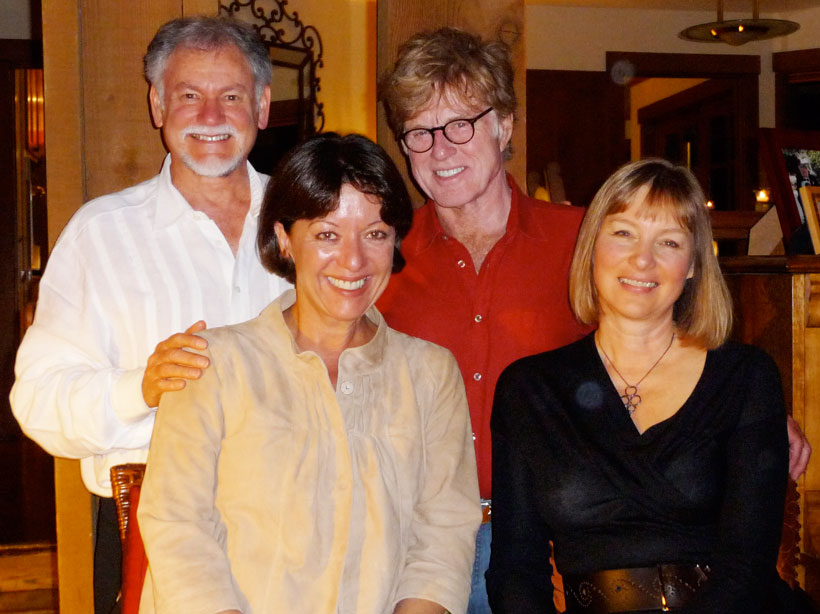
Фаррелл з Робертом Редфордом, Сібілл Заггарс і Ліз Доулінг

У 1960-х роках Фаррелл одружився з Урсулою (у шлюбі Фаррелл), математикинею і керівницею американської електронної корпорації IBM. Після 10 років шлюбу, у 1976 році, вони з Урсулою розійшлись, а потім розлучилися. Після того, як Фаррелл описав як «двадцять років авантюрного самотнього життя», він одружився з Ліз Доулінг у серпні 2002 року Має двох падчерок. Вони живуть у Мілл-Веллі, Каліфорнія.
Фаррелл підтримав Гілларі Клінтон на президентських виборах у США 2016 року.

## Інша діяльність

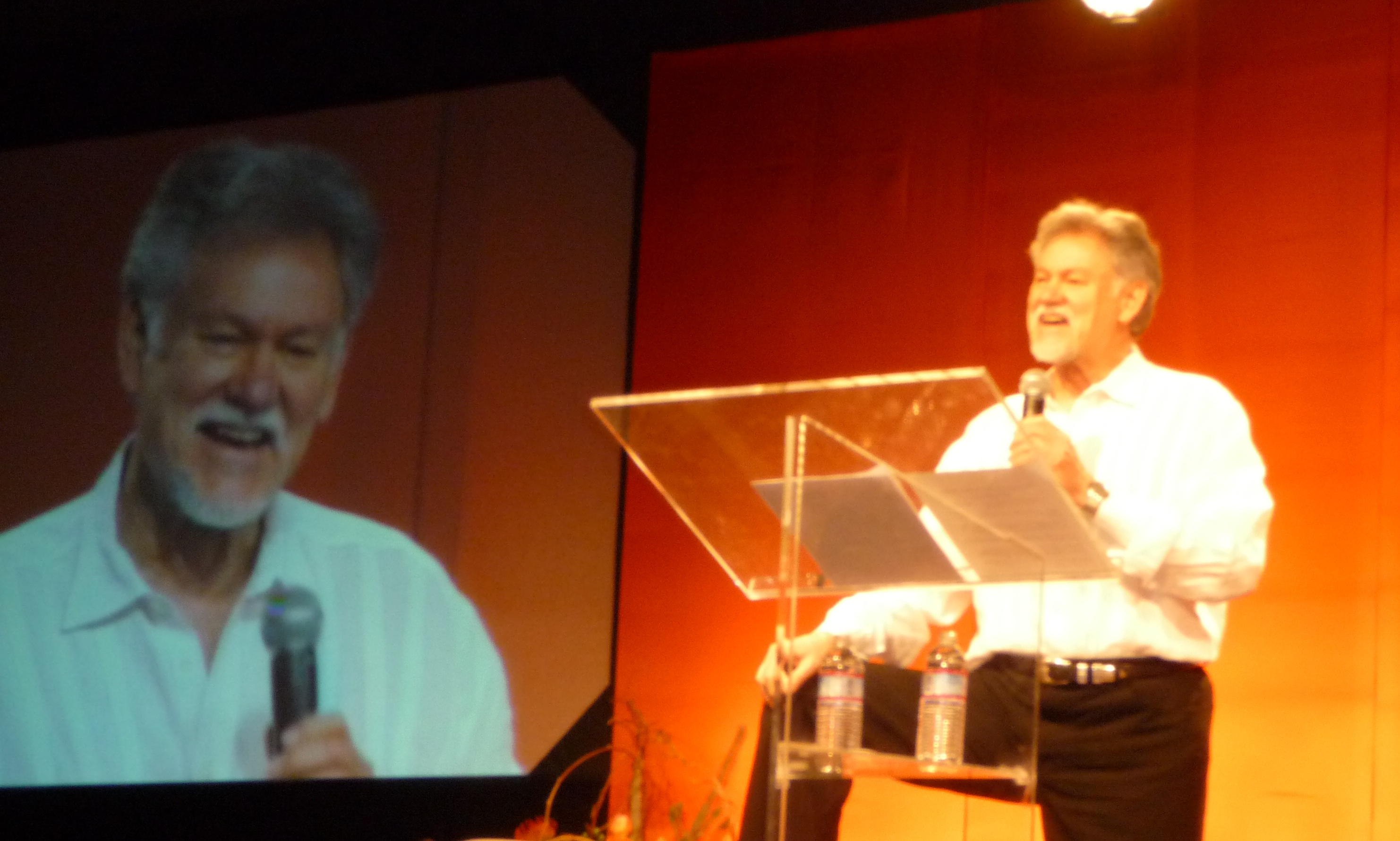
Фаррелл виступає на Всесвітній конференції духовних лідерів, 2010 рік

Фаррелл промовляє про хлоп'ячу кризу в Університеті Торонто, 16 листопада 2012

Під час виборів губернатора Каліфорнії 2003 Фаррел балотувався як кандидат від Демократичної партії на платформі прав батьків і отримав 626 голосів. Зараз Фаррелл займається проведенням комунікаційних семінарів, виступом свідка-експерта у справах про опіку над дітьми та дослідженням для майбутньої книги (робоча назва «Хлоп'яча криза»), яка буде написана у співавторстві з Джоном Греєм. У 2010–2011 роках разом із Діпаком Чопрою він виступив із доповіддю на всесвітній конференції з духовності (the Integral Spiritual Experience), присвяченій еволюції любові. Потім Центр всесвітньої духовності запросив його бути одним зі світових лідерів. Фаррелл часто говорить про хлопчиків, чоловіків і гендерні проблеми, зокрема виступаючи з доповіддю у 2016 році на Британській конференції чоловічої психології. 
У 2009 році дзвінок із Білого дому з проханням стати радником Ради Білого дому з питань жінок і дівчат призвів до того, що Фаррелл створив і очолив комісію зі створення Ради Білого дому з питань хлопчиків і чоловіків. Багатопартійна комісія складається з тридцяти п’яти авторів і практиків (наприклад, Джон Грей, губернатор Дженніфер Ґренхолм, Майкл Ґуріан, Майкл Томпсон, Білл Поллак, Леонард Сакс) з питань хлопчиків і чоловіків. Вони завершили дослідження, яке визначає п’ять компонентів «хлоп'ячої кризи», яке було подано як пропозиція президенту Обамі створити Раду Білого дому з питань хлопчиків і чоловіків. У квітні 2015 року коаліція вирушила до Айови, щоб обговорити свою позицію з кандидатами в президенти США 2016 року.
Фаррелл знявся в документальному фільмі Кессі Джей 2016 року про рух за права чоловіків «Червона пігулка».